# Tanki filmovi
Tanki filmovi, tehnologija koja se sve češće koristi za izradu solarnih članaka,
sastoji se od polaganja jednog ili više tankih slojeva (tankog filma) fotonaponskih materijala na podlogu. Debljina takvog sloja se kreće od nekoliko nanometara do nekoliko desetaka mikrometara.
Mnogi različiti fotonaponski materijali su stvoreni različitim metodama taloženja na podlogama. Solarne članke izrađene od tankog filma obično se kategorizira prema fotonaponskom materijalu koji se koristi:
- Amorfni silicij (a-Si) i drugi silicij od tankog filma (TF-Si)
- Kadmij telurid (CdTe)
- Bakar indij galij selenide (CIS ili CIGS)
- Termo-osjetljivi solarni članci (DSC) i drugi organski solarni članci.

## Povijest
U početku se pojavljuju male trake za napajanje ručnog računala. Danas su PV izrađeni tehnologijom tankog filma dostupni u vrlo velikim modulima i koriste se u sofisticiranoj izgradnji integriranog postrojenja i sustavima za punjenje vozila. GBI Istraživanja kažu da proizvodnja tankog filma raste 24% od 2009 i da će doseći 22.214 MW u 2020. "Očekivanja su,  da će na duži rok, solarne PV izrađene tehnologijom tankog filma preteći dominirajuće konvencionalne PV tehnologije"

## Tanki film silicija
Stanica tankog filma silicija koristi amorfni (a-Si-Si ili H), nanokristalni (NC-Si ili NC-Si: H) ili crni silicij. Silicij je izrađen od tankog sloja za razliku od pločica silicija (monokristalni ili polikristalnih).

## Izrada pločica
Silicij je uglavnom pohranjen postupkom kemijske parne depozicije, obično poboljšane plazme (PE-KVB), iz smjese plina i vodika. Ostale tehnike taloženja koje se testiraju su rasprašenje i tehnike toplom žicom.
Silicij je pohranjen na staklu, plastici ili metalu koji je obložen prozirnim slojem oksida (TCO).
Obično se koristi PN struktura. To je zato što je broj elektrona u a-Si: mnogo veći nego rupa(za čak 1 ili 2 reda veličine). Spajanjem P-poluvodiča i N-poluvodiča nastaje poluvodička dioda u kojoj se na plohi njihova dodira zvanoj zaporni sloj pojavi unutarnji električni napon – dodirni(kontaktni) napon, koji stvara električno polje usmjereno od N-poluvodiča do P-poluvodiča. Ako N-poluvodič priključimo na negativni a P-poluvodič na pozitivni pol izvora kažemo da je PN-spoj uključen u strujni krug u propusnom smjeru, obrnuto ne može biti zbog unutarnjeg el napona.

## Učinkovitost solarnih članaka
Nedavno su razvijena rješenja za svladavanje ograničenja silicija izrađen tehnologijom tankog filma. Sheme za hvatanje svjetla gdje se dolazna zraka svjetlosti koso spaja sa silicijem i nekoliko puta prolazi kroz film povećava apsorpciju sunčevog svjetla u filmovima. Tehnika toplinske obrade umanjuje elektronske nedostatke silicija.
Amorfni silicij ima veći razmak medu pojasevima (1,7  eV) od kristalnog silicija ( 1,1 eV), što znači da apsorbira vidljivi dio spektra sunčevog snažnije nego infracrveni dio spektra. Kao NC-Si je o istoj pojasni razmak kao i C-Si, NC-Si i Si-pogodno mogu se kombinirati u tankim slojevima, stvarajući slojevite stanice naziva tandem članci. Vrh stanice u-Si upija vidljivog svjetla i ostavlja infracrvenom dijelu spektra za dno stanice u NC-Si.

## Izgradnja integriranog fotonaponskih sustava
Solarni paneli od tankog filma su komercijalno dostupni za ugradnju na krovovima zgrada, bilo primijenjena na gotovi krov, ili integriran u krov pokriva.Prednost u odnosu na tradicionalne PV panele je u tome što su vrlo male težine, ne može ih samo tako otpuhati vjetar, a može se hodati po njima da se pritom ne oštete. Nedostaci su veliki troškovi i, još uvijek, mala učinkovitost.

## Proizvodnja, cijene, tržište
U posljednjih nekoliko godina proizvođači tankih filmova i solarnih modula troše mnogo novaca na konkurentne snage za napredne tehnologije tankog filma. Međutim, oni još sigurno nekoliko godina neće odustati od kristalnog silicija, s kojim jako dobro stoje na tržištu, jer još uvijek drže značajan razvojni potencijal kad su u pitanju troškovi. Učinkovitost tankih filmova znatno je niža i proizvođači opreme za tanke filmove namjeravaju postići troškove ispod 1 USD / W, a Anwell Technologies Limited tvrdi da namjeravaju doći do cijene od 0,5 USD / W.